# Список виконтов и герцогов де Туар
Виконт де Туар (фр. vicomte de Thouars) — титул правителей средневекового французского виконтства де Туар. Столица — замок Туар. Первые виконты де Туар появляются в конце IX века. Виконты де Туар были вассалами графов Пуату (также герцогов Аквитании), на территории которых они владели своими феодами. Семья виконтов де Туар происходит из окрестностей Пуатье, где они владели землей в X веке.
В 1563 году король Франции Карл IX возвел виконтство Туар в ранг герцогства.

## Список виконтов

### Дом Туар
- 876—903: Жоффруа I

Герб первых виконтов де Туар из дома Туар

- 903—929: Савари I (сын или племянник Жоффруа I)
- 929—943: Эмери I, брат предыдущего
- 936—943: Савари II, сын предыдущего
- 943—960: Эмери II, брат предыдущего
- 960—987: Герберт I, сын предыдущего
- 987—997: Эмери III, сын предыдущего
- 997—1004: Савари III, брат предыдущего
- 1004—1015: Рауль I, брат предыдущего
- 1015—1055: Жоффруа II (990—1055), сын Савари III
- 1055—1093: Эмери IV (1024—1093), сын предыдущего
- 1093—1104: Герберт II, сын предыдущего
- 1104—1123: Жоффруа III (1075—1123), брат предыдущего
- 1123—1127: Эмери V (ок. 1095—1127), сын предыдущего
- 1127—1139: Эмери VI (м. 1139), сын Герберта II
- 1139—1151: Гильом I (ок. 1120—1151), сын Эмери V
- 1151—1173: Жоффруа IV (ок. 1125—1173), брат предыдущего
- 1173—1226: Эмери VII (1152—1226), сын предыдущего
- 1226—1229: Гуго I (1146—1229), брат предыдущего
- 1229—1233: Раймон I (ум. 1233/1234), брат предыдущего
- 1233—1242: Ги I (1183—1242), сын Эмери VII
- 1242—1246: Эмери VIII (1187—1246), брат предыдущего
- 1246—1256: Эмери IX (1225—1256), сын Ги I
- 1256—1269: Рено (Реньо) (ум. 1269), брат предыдущего
- 1269—1274: Савари IV (1197—1274), брат предыдущего
- 1274—1308: Ги II (ок. 1253—1308), сын Эмери IX
- 1308—1332: Жан I (ум. 1332), сын предыдущего
- 1332—1333: Гуго II (1285—1333), брат предыдущего
- 1333—1370: Луи I (ок. 1310—1370), сын Жана I. Женат на Жанне II де Дрё (1309—1355)
- 1370—1397: Перонелла (ок. 1330—1397), старшая дочь предыдущего, 1-й муж — Амори IV де Краон, 2-й муж — Тристан Руо де Буаменар.

### Дом Амбуаз

Герб дома д’Амбуаз

Сестра Перонеллы Изабо де Туар вторым браком в 1356 году вышла замуж за Инжельжера I, сеньора Амбуаза и Берри. Их старший сын Пьер II д’Амбуаз унаследовал виконтство Туар.
- 1397—1426: Петр II д’Амбуаз (ок. 1357—1426), старший сын Инжельжера I, сеньора Амбуаза и Берри (ок. 1300—1373), и Изабо де Туар, внук Луи I де Туара
- 1426—1468: Луи д’Амбуаз (1392—1468), сын Ингельгера II д’Амбуаза и Жанны де Краон, племянник предыдущего. Скончался, не оставив наследников мужского пола.

С 1468 года виконтство де Туар входило в состав королевского домена. В мае 1470 года король Франции Людовик XI передал виконтство де Туар своего старшей дочери принцессе Анне (1461—1522), которая была обручена с Николой д’Анжу (1448—1473), герцогом Лотарингским (1470—1473). Однако в 1472 году герцог Никола Лотарингский разорвал помолвку с французской принцессой. В 1473 году после свадьбы Анны и Пьера де Бурбона Людовик XI конфисковал виконтство де Туар и присоединил его к королевскому домену (1473—1483).
- 1470—1473: Анна Французская  и Никола д’Анжу
- 1473—1483: королевский домен

### Дом Ла Тремуй

Герб дома де Ла Тремуй

### Виконты де Туар

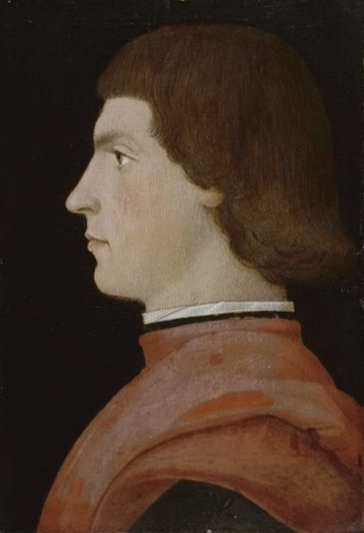
Луи II де ла Тремуйль, 1-й виконт де Туар (1460—1525)

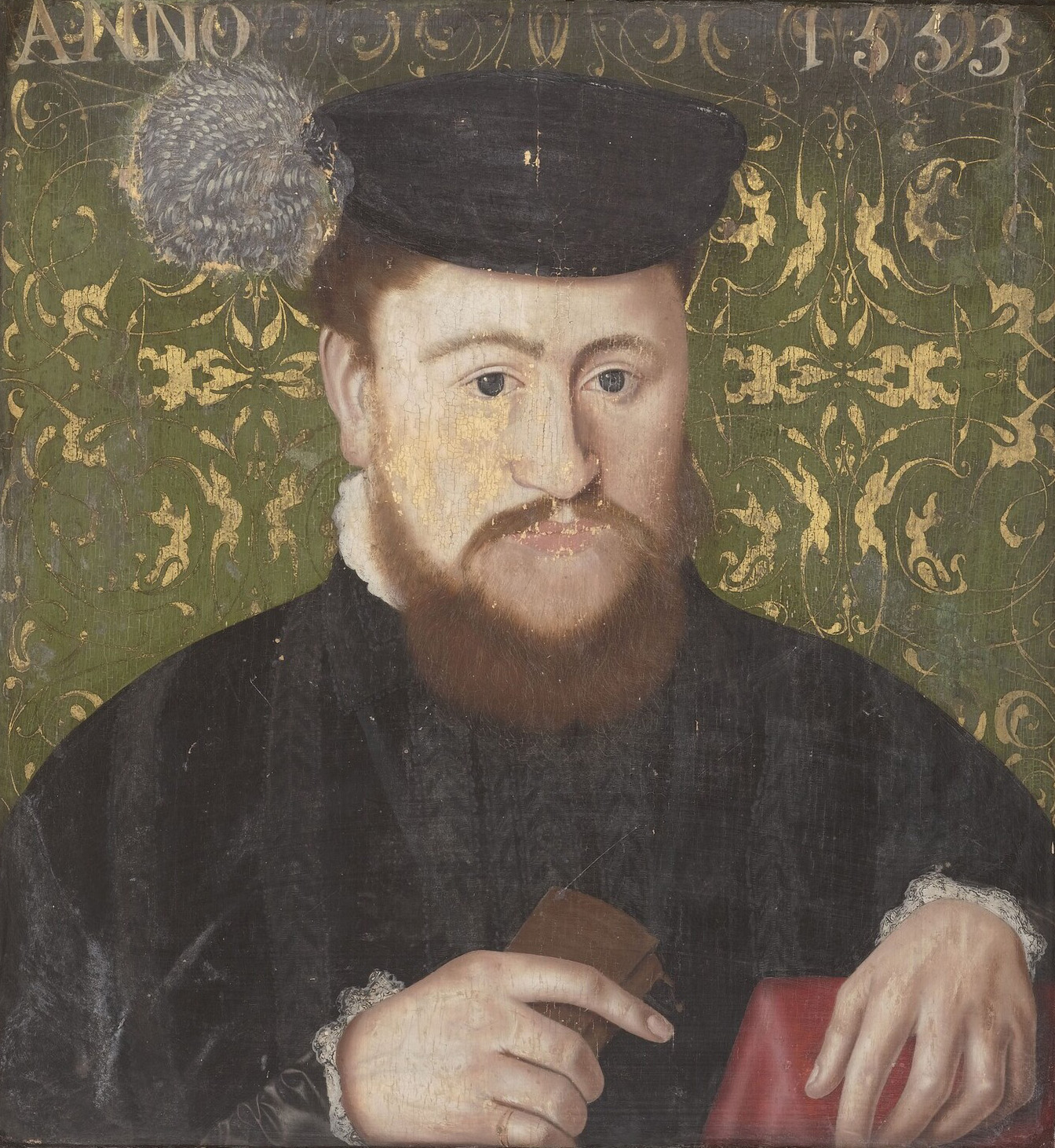
Луи III де Ла Тремуй, 1-й герцог де Туар (1521—1577)

- 1483—1525: Луи II де ла Тремуйль (1460—1525), старший сын Луи I де Ла Тремуя (1429—1483), и Маргариты д’Амбуаз, внук Луи д’Амбуаза. Также носил титулы принца де Тальмона, графа Гина и Бенона, барона Сюлли, Краона и Монтегю, Молеон и Иль-Бушар, сеньора острова Пе, Рошфора и Марана, первый камергер короля. Женат на Габриэль де Бурбон-Монпансье.
  - Шарль I де ла Тремуй (1485—1515), принц де Тальмон, единственный сын предыдущего. Был женат на Луизе де Коэтиви. Погиб в битве при Мариньяно
- 1525—1541: Франсуа II де ла Тремуй (1505—1541), сын предыдущего. Внук и преемник Луи II де ла Тремуя. Приобрел претензии на престол Неаполя от его брака с Анной де Монфор-Лаваль (1505—1554), дочерью Ги XVI де Лаваля и принцессы Шарлотты Арагонской.
- 1541—1563: Луи III де Ла Тремуй (1521—1577), старший сын Франсуа де ла Тремуя, виконта Туара, и его жены Анны де Лаваль.

### Герцоги де Туар
- 1563—1577: Луи III де Ла Тремуй, 1-й герцог де Туар (1521—1577), старший сын Франсуа де ла Тремуя, виконта Туара, и его жены Анны де Лаваль. Виконт (с 1563 года — герцог) Туара, принц де Тальмон и де Тарант, граф де Тайльбур и де Бенон, сеньор де Жансэ (1542—1550), барон де Сюлли, де Краон, де Марран и де Нуармутье. Женат на Жанне де Монморанси (1528—1596), дочери герцога Анна де Монморанси.
- 1577—1604: Клод де ла Тремуй, 2-й герцог де Туар (1566—1604), младший (третий) сын предыдущего. Протестант, пэр Франции с 1595 года. Женат с 1598 года на Шарлотте-Брабантине Оранской, дочери принца Вильгельма Оранского.
- 1604—1674: Анри де Ла Тремуй, 3-й герцог де Туар (1598—1674), старший сын предыдущего. Был женат на Марии де Ла Тур д’Овернь (1601—1665), дочери Анри Де Ла Тур Д’Овернь, герцога Буйонского
- 1674—1709: Шарль Бельжик Олланд де Ла Тремуй, 4-й герцог Туар (1655—1709), старший сын Анри Шарля де Ла Тремуя (1620—1672) и ландграфини Амалии Гессен-Кассельской (1626—1693), внук предыдущего.
- 1709—1719: Шарль Луи Бретань де Ла Тремуй, 5-й герцог де Туар (1683—1719), единственный сын предыдущего и Мадлен де Креки, дочери и наследнице Шарля III де Креки
- 1719—1741: Шарль Арман Рене де Ла Тремуй, 6-й герцог Туар (1708—1741), единственный сын предыдущего и Марии-Мадлен де Лафайет (1691—1717)
- 1741—1792: Жан Бретонь Шарль де Ла Тремуй, 7-й герцог Туар (1737—1792), единственный сын предыдущего и Марии Гортензии де ла Тур д’Овернь (1704—1741)
- 1792—1839: Шарль Бретань Мари де Ла Тремуй, 8-й герцог Туар (1764—1839), старший сын предыдущего и принцессы Марии Максимилианы Сальм-Кирбург (1744—1790)
- 1839—1911: Луи Шарль де Ла Тремуй, 9-й герцог Туар (1838—1911), единственный сын предыдущего и Валентины Евгении Жозефины Уолш де Серрант (1810—1887)
- 1911—1921: Луи Шарль Мари де ла Тремуй, 10-й герцог Туар (1863—1921), единственный сын предыдущего и Маргарет Жанны Танги Дюшатель (1840—1913), дочери графа Шарля Марии Танги Дюшателя, бывшего министра короля Франции Луи-Филиппа
- 1921—1933: Луи Жан Мари де ла Тремуй, 11-й герцог Туар (1910—1933), единственный сын предыдущего и Элен Марии Леони Пийе-Уилл (1875—1964), дочери графа и банкира Фредерика Пийе-Уилла. В 1933 году скончался, не оставив наследников.

## Претенденты на титул
- Жан Шарль Ламораль де Линь — Ла Тремуй (1911—2005), единственный сын принца Анри Флорана Ежена Франсуа Жозефа Ламораля де Линь (1881—1967) и принцессы Шарлотты де Ла Тремуй (1892—1971), племянник Луи Жана де ла Тремуйля, 11-го герцога де Туара и внук по материнской линии Луи Шарля де ла Тремуя, 10-го герцога де Туара.
- Шарль Антуан Ламораль де Линь — Ла Тремуй (род. 1946), единственный сын предыдущего и Марии дель Росарио де Ламбертье-Жербевиллер.